# Szergelen járás (Keleti tartomány, Mongólia)
Szergelen járás (mongol nyelven: Сэргэлэн сум) Mongólia Keleti tartományának egyik járása. Területe 4200 km². Népessége kb. 2800 fő.
Székhelye, Szergelen (Сэргэлэн) 55 km-re fekszik Csojbalszan tartományi székhelytől.